# Johann Christian von Hundt
Johann Christian von Hundt (* 26. November 1730 in Lübz; † 31. Januar 1815 in Preussisch Stargard) war ein preußischer Generalleutnant und Kommandant von Thorn.

## Leben

### Herkunft
Seine Eltern waren Gustav Detlef von Hundt, Erbherr auf Ober-Rieding in Mecklenburg-Schwerin, und dessen Ehefrau Anna, geborene Hinzpeter aus Schwerin. Sein Bruder war der Major Gustav Detlef von Hundt. Dieser war mit Juliane Frederike Kirsten, Witwe des Professors Benedikt Gottlieb Clauswitz, der Großmutter des späteren Generals Clausewitz, verheiratet.

### Militärkarriere
Hundt war seit 20. Oktober 1745 zunächst Kadett in Berlin und kam am 15. April 1750 als Gefreitenkorporal in das Infanterieregiment „von Anhalt-Dessau“ der Preußischen Armee. Dort wurde er am 8. Juli 1752 Fähnrich. Während des Siebenjährigen Krieges kämpfte Hundt in den Schlachten von Lobositz, Prag, Hochkirch und Liegnitz sowie den Belagerungen von Prag, Dresden und Schweidnitz. In dieser Zeit wurde er am 18. November 1756 Sekondeleutnant, am 23. November 1759 Premierleutnant und am 24. August 1760 wurde er Generaladjutant des Regimentschefs Franz Adolf von Anhalt-Bernburg.
Nach dem Krieg stieg Hundt bis zum 7. Juli 1770 zum Hauptmann und Kompaniechef auf. Am 6. September 1774 wurde er wieder zu den Herbstmanövern bei Potsdam kommandiert. Dann nahm er 1778/79 am Bayerischen Erbfolgekrieg teil. Am 14. Juni 1782 wurde er dann Major und am 25. Juni 1784 Bataillonskommandeur, dann am 1. Juni 1787 Kommandeur des Grenadierbataillons des Regiments. Am 9. September 1791 folgte seine Ernennung zum Regimentskommandeur. 1792/93 nahm Hundt im Rahmen des Ersten Koalitionskrieges an der Belagerung von Mainz teil. Er wurde am 8. Juni 1792 Oberst und erhielt zudem am 22. Oktober 1792 den Orden Pour le Mérite. Am 8. Januar 1794 wurde er dann zum Kommandanten von Thorn ernannt. Sein Adjutant Julius von Voß rettete während des Kościuszko-Aufstand die Festung und Kriegskasse. Dazu wurde Hundt am 3. November 1794 zum Generalmajor ernannt. Er erhielt ein Gut in Südpreußen, und am 20. Januar 1797 erhielt er zwei Monate Urlaub, um sein Gut zu besichtigen, wohin ihn der junge Leutnant Carl von Clausewitz begleitete.
Nach dem verlorenen Krieg 1806/07 erhielt Hundt am 10. Oktober 1807 seinen Abschied mit einer Pension von 1000 Talern. Da er aber auf Halbsold gesetzt wurde, erhielt er davon nur 500 Taler. Am 4. November 1811 erhielt er den Charakter eines Generalleutnants und dazu 100 Taler Zulage. Er starb am 31. Januar 1815 in Preussisch-Stargard.

### Familie
Hundt heiratete am 24. Juni 1770 in Halle (Saale) Elisabeth Christiane Henriette von Pirch (1752–1771). Sie war die Tochter des Hauptmanns Georg Siegmund von Pirch, der bei Kolin fiel. Aus der Ehe ging der Sohn Johann Heinrich Daniel (1771–1814) hervor, der Ritter des Eisernen Kreuzes I. Klasse war und als Major des 2. Westpreußischen Infanterie-Regiments im Gefecht bei Claye fiel.
Nach dem Tod seiner ersten Frau heiratete Hundt am 24. Februar 1774 Friederike Helene Sophie von Knobelsdorff (1754–1816), eine Schwester des Generals und Gesandten Wilhelm von Knobelsdorff. Das Paar hatte folgende Kinder:
- Karoline Wilhelmine Christiane August (* 1777) ⚭ 1797 Karl Friedrich von Hülsen, Premierleutnant
- Wilhelm Christian Daniel Lebrecht (1778–1849)
- Franz Friedrich (1783–1813), gestorben an der Verwundung im Gefecht bei Königswartha
- Viktoria (* 1782) ⚭ 1808 Karl August von Lonczynsky, Leutnant
- Ernst Ferdinand Philipp August (*/† 1785)
- Luise Augusta Henriette Karoline (1787–1790)